# Картопляні вафлі
Картопляні вафлі — різновид вафель, характерний для Великої Британії та Ірландії.

## Опис
М'які, несолодкі вафлі прямокутної форми. За зовнішнім виглядом нагадують солодкі бельгійські вафлі, однак мають прісний смак. Основним інгредієнтом англійських вафель є картопля, також додаються олія та, іноді, приправи.
Сьогодні картопляні вафлі у вигляді заморожених напівфабрикатів можна зустріти на прилавках основних англомовних країн: Великої Британії, США, Канади, Австралії. Їх розігрівають і використовують як гарнір, зокрема, до сосисок або бекону, або в якості самостійної закуски. Іноді, щоб розігріти їх, використовують гриль.
На відміну від зовні ідентичних бельгійських вафель, мають слабовиражений, неяскравий, прісний смак «на любителя», проте відрізняються ситністю завдяки високому вмісту картоплі.